# Vivere!
Vivere! é um filme musical produzido na Itália, dirigido por Guido Brignone e lançado em 1937.